# (2035) Стернс
(2035) Стернс (лат. Stearns) — астероид, относящийся к группе астероидов пересекающих орбиту Марса и принадлежащий к светлому спектральному классу E. Он был открыт 21 сентября 1973 года американским астрономом Джеймсом Гибсоном в обсерватория Эль-Леонсито и назван в честь другого американского астронома Карла Стернса.

Орбита астероида Стернс и его положение в Солнечной системе
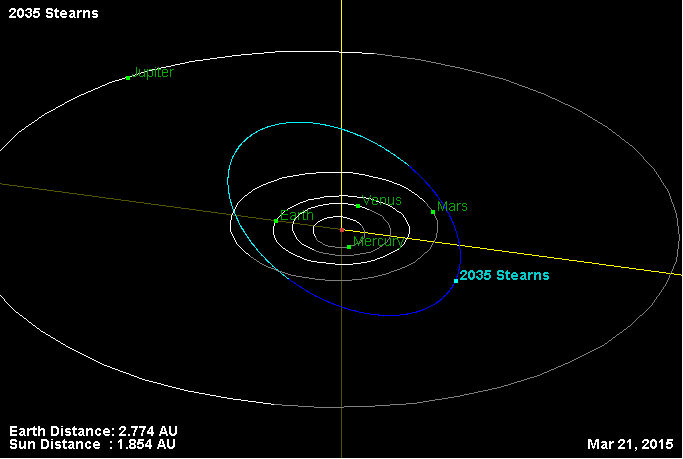
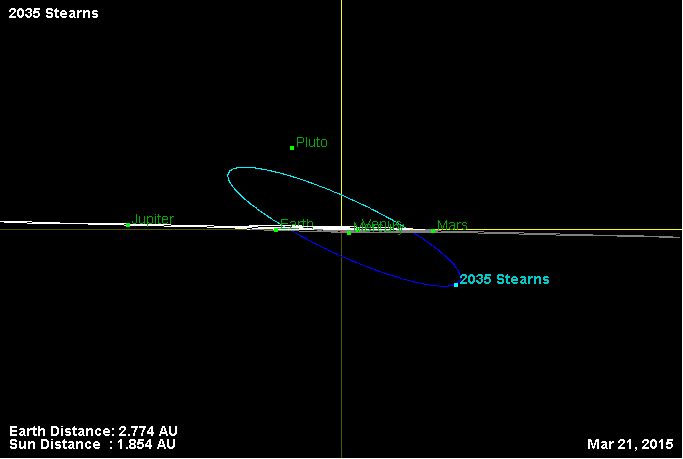